# James Matthew Wingle
James Matthew Wingle (* 23. September 1946 in Eganville) ist Altbischof von Saint Catharines.

## Leben
James Matthew Wingle empfing am 16. April 1977 die Priesterweihe für das Bistum Pembroke. Nach Aufgaben in der Pfarrseelsorge studierte er Moraltheologie an der Accademia Alfonsiana in Rom. Nach seiner Rückkehr lehrte er am St. Augustine’s Seminary in Toronto, das er von 1987 bis 1993 als Regens leitete.
Papst Johannes Paul II. ernannte ihn am 31. Mai 1993 zum Bischof von Yarmouth. Die Bischofsweihe spendete ihm Erzbischof Austin-Emile Burke von Halifax am 24. August desselben Jahres; Mitkonsekratoren waren Erzbischof Aloysius Matthew Ambrozic von Toronto und Bischof Joseph Raymond Windle von Pembroke.
Am 9. November 2001 wurde er zum Bischof von Saint Catharines ernannt und am 24. Januar des nächsten Jahres in das Amt eingeführt. Von seinem Amt trat er am 7. April 2010 zurück.